# クライシスアクター

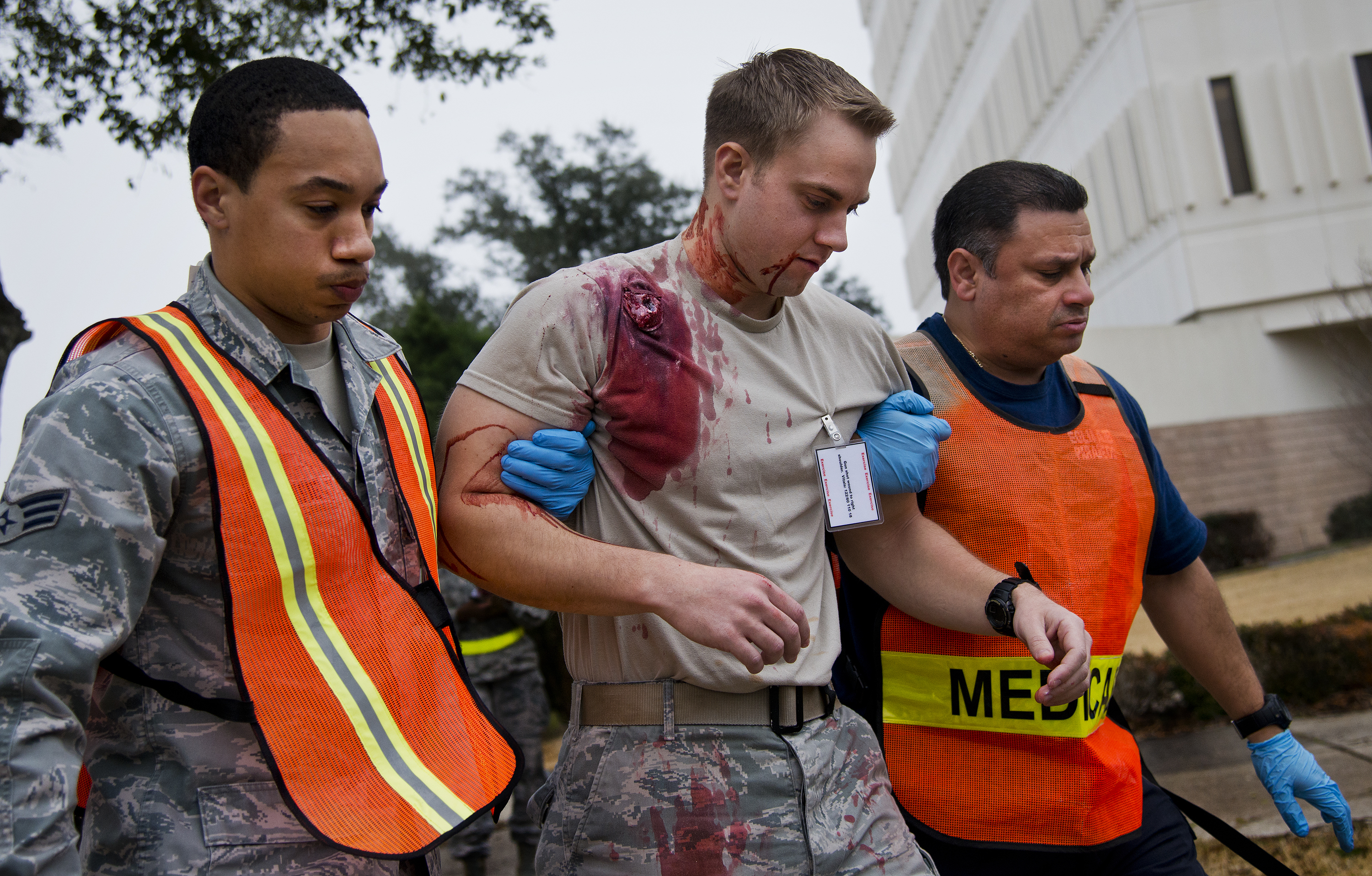
フロリダ州エグリン空軍基地で2014年に行われた訓練の様子。銃乱射によるテロを想定した訓練で、第96試験航空団の医療群の救命士が被害者役の空軍兵士を搬送している。

クライシスアクター（英語: crisis actor, "actor-patient" または "actor-victim" とも）は、救急隊員や消防隊員、警察官などの訓練のため、災害・事件の被害者役として防災訓練に参加する俳優、ボランティアなどの人物のことを指す。
災害時の状況を忠実に再現し、救急隊員や消防隊員などの初期対応者が現実の大規模災害に近い想定のもとで訓練を行うためにクライシスアクターが起用される。

## 防災訓練におけるクライシスアクター
クライシスアクターは、防災訓練に現実味を加えるために、負傷した被害者を演じる。実際の被害者の負傷状況を想定し、様々な傷や健康状態をシミュレートするために、化粧品やゴム製の器具による特殊メイクが施されることが多い。
被害者役だけでなく、現場の新聞記者や被害者の親族を演じる俳優も訓練で起用されている。これは、災害時の司令拠点の職員が、災害時に寄せられる様々な感情的要求に対応できるよう訓練するためのものである。

## 陰謀論としての「クライシスアクター」
アメリカ合衆国では、陰謀論者によって、銃乱射事件などの惨事の被害者やその家族はクライシスアクターが演じているものであり、したがってそれらの事件は実際に起こったのではなく仕組まれたものだ、と主張されることがある。2012年12月にサンディフック小学校銃乱射事件が発生した際、元学者で陰謀論者であるジェームズ・トレイシー（James Tracy）が、ある事務所所属のクライシスアクターが偽の被害者役を演じ、大量殺人事件にリアリティを与えたのだと主張した。これがきっかけで、陰謀論者は「クライシスアクター」の語を使用するようになった。
トレイシーはまた、ボストンマラソン爆弾テロ事件でも同様の陰謀論を展開した。陰謀論者は、これらのテロ事件は政府や企業などの陰謀による「偽旗作戦」であるとしており、政府による監視拡大、銃規制、他国への軍事行動を正当化するなどの目的のために仕組まれていると主張している。そして陰謀論の文脈においてクライシスアクターは、特殊メイクを施して負傷した被害者を装い、また目撃者や通行人、対応に当たる救急隊員の役も演じているとされる。
こうした陰謀論の主張者として、フェイクニュースサイトインフォウォーズを運営するアレックス・ジョーンズや、True Punditといったウェブサイトが挙げられる。2018年4月、先述したサンディフック小学校銃乱射事件の遺族がアレックス・ジョーンズに対して名誉毀損で訴訟を起こした。